# 33 (álbum de Luis Miguel)
33 es el decimoquinto álbum de estudio del cantante mexicano Luis Miguel, lanzado al mercado por Warner Music Group Latina el 29 de septiembre de 2003. El álbum está producido por el cantante. Se vendieron más de 3 millones de copias en todo el mundo. Obtuvo dos nominaciones para el Premio Grammy al Mejor Álbum de Pop Latino en la 46°. edición anual de los premios Grammy celebrados el domingo 8 de febrero de 2004 y también obtuvo una nominación para el Premio Grammy Latino al Mejor Álbum Pop Vocal Masculino en la 5°. edición de los Premios Grammy Latinos celebrados el miércoles 1 de septiembre de 2004, perdiendo en las dos categorías contra No es lo mismo de Alejandro Sanz.

## 33 Tour
El primer concierto de la gira «33» fue dado el miércoles 8 de octubre de 2003 en el McCallum Theatre en Palm Desert, USA.

## Lista de canciones
| 33    |                         |                                                                  |          |  |
| N.º   | Título                  | Escritor(es)                                                     | Duración |  |
| 1.    | «Un te amo»             | Armando Manzanero                                                | 4:05     |  |
| 2.    | «Con tus besos»         | Salo Loyo · Luis Miguel · Francisco Loyo                         | 3:13     |  |
| 3.    | «Devuélveme el amor»    | Kike Santander · Luis Miguel                                     | 4:06     |  |
| 4.    | «Te necesito»           | Juan Luis Guerra                                                 | 3:14     |  |
| 5.    | «Nos hizo falta tiempo» | Armando Manzanero                                                | 3:45     |  |
| 6.    | «Eres»                  | Luis Miguel · Édgar Cortázar · Salo Loyo · Francisco Loyo        | 4:18     |  |
| 7.    | «Ahora que te vas»      | Armando Manzanero                                                | 4:02     |  |
| 8.    | «Qué tristeza»          | Armando Manzanero                                                | 3:42     |  |
| 9.    | «Y sigo»                | Kike Santander · Luis Miguel                                     | 3:30     |  |
| 10.   | «Vuelve»                | Alejandro Asensi · Édgar Cortázar · Luis Miguel · Francisco Loyo | 3:33     |  |
| 11.   | «Qué hacer»             | Édgar Cortázar · Luis Miguel · Ernesto Cortázar                  | 4:28     |  |
| 41:55 |                         |                                                                  |          |  |

© MMIII Warner Music Latina S.A.

## Créditos del álbum
- Producido por: Luis Miguel
- Productor Ejecutivo: Alejandro Asensi para Lion Recording
- Coordinación de Producción: Shari Sutcliffe
- Ingeniero de Grabación: Moggie Canazio
- Ingeniero de Mezcla: David Reitzas, excepto #2, #6, #9 y #10, por Rafa Sardina
- Estudios de Grabación: Record Plant Studios, Oceanway Recording Studios y Conway Studios, Hollywood, CA.
- Mezclado en: Chalice Studios y Oceanway Recording Studios, Hollywood, CA.
- Masterizado en: Capitol Studios, Hollywood, CA.
- Ingeniero de Masterización: Ron McMaster
- Fotografías: Andrew Macpherson
- Diseño Gráfico: Smog Design, Inc.

## Créditos por pista
- Un te amo

Arreglos: Luis Miguel/Francisco Loyo e Ismael Alderete - Arreglos de Cuerdas: Stephen Dorff - Concert Master: Bruce Dukov - Piano Eléctrico: Robbie Buchanan - Bajo: Lalo Carrillo - Batería: Victor Loyo - Guitarra: Michael Landau - Percusión: Tom Aros - Editora: Manzamusic
- Con tus besos

Arreglos: Francisco Loyo - Arreglos de Metales: Jerry Hey - Piano Eléctrico y Teclados: Francisco Loyo - Bajo: Nathan East - Batería: John Robinson - Guitarra: Paul Jackson Jr. - Percusión: Tom Aros - Saxofón: Jeff Nathanson - Metales: Jerry Hey/Dan Higgins/Gary Grant & Reginald Young - Coros: Natisse Jones/Carlos Murguía/Kenny O'Brien/Giselda Vatcky/Will Wheaton & Terry Wood - Editora: LM Voice Songs (BMI)
- Devuélveme el amor

Arreglos: Robbie Buchanan - Concert Master: Joel Derouin - Piano Eléctrico: Robbie Buchanan - Bajo: Nathan East - Batería: John Robinson - Guitarra: Michael Landau - Percusión: Tom Aros - Editora: Kike Santander Music, LLC/LM Voice Songs (BMI)
- Te necesito

Arreglos: Randy Kerber - Piano Eléctrico: Randy Kerber - Synth Solo: Francisco Loyo - Bajo: Nathan East - Batería: John Robinson - Guitarra Eléctrica: Paul Jackson Jr. - Guitarra Acústica: Ramón Stagnaro - Metales: Jerry Hey/Dan Higgins/Gary Grant & Reginald Young - Coros: Take 6 (Mark Kibbel, Joel Kibbel, Claude McKnight, Cedric Dent, Alvin Chea y David Thomas) - Editora: Elyon
- Nos hizo falta tiempo

Arreglos: Francisco Loyo - Arreglos de Cuerdas: Paul Buckmaster - Concert Master: Bruce Dukov - Piano Eléctrico: Robbie Buchanan - Bajo: Lalo Carrillo - Batería: Victor Loyo - Guitarras: Michael Landau & Tim Pierce - Guitarra Acústica: Ramón Stagnaro - Percusión: Tom Aros - Editora: Manzamusic. Compositor: Armando Manzanero.
- Eres

Arreglos: Francisco Loyo - Arreglos de Metales: Jerry Hey - Piano Acústico y Teclados: Francisco Loyo - Bajo: Nathan East - Batería: John Robinson - Guitarra: Paul Jackson Jr. - Percusión: Tom Aros - Saxofón: Jeff Nathanson - Metales: Jerry Hey/Dan Higgins/Gary Grant & Reginald Young - Coros: Natisse Jones/Carlos Murguía/Kenny O'Brien/Giselda Vatcky/Will Wheaton & Terry Wood - Editora: LM Voice Songs (BMI)/EDCOR Music Publishing/Pendiente
- Ahora qué te vas

Arreglos: Luis Miguel & Robbie Buchanan - Arreglos de Cuerdas: Robbie Buchanan - Concert Master: Joel Derouin - Piano Eléctrico: Robbie Buchanan - Bajo: Nathan East - Batería: John Robinson - Guitarras: Michael Thompson & Michael Landau - Percusión: Tom Aros - Editora: Manzamusic
- Qué tristeza

Arreglos: Francisco Loyo - Arreglos de Cuerdas: Michel Colombier - Concert Master: Ralph Morrison - Piano Acústico: Randy Kerber - Bajo: Leland Sklar - Batería: John Robinson - Guitarras: Michael Landau & Tim Pierce - Guitarra Acústica: Ramón Stagnaro - Percusión: Tom Aros - Editora: Manzamusic
- Y sigo

Arreglos: Robbie Buchanan - Piano Eléctrico: Robbie Buchanan - Bajo: Nathan East - Batería: John Robinson - Guitarra: Michael Landau - Percusión: Tom Aros - Metales: Jerry Hey/Dan Higgins/Gary Grant & Reginald Young - Editora: Kike Santander Music, LLC/LM Voice Songs (BMI)
- Vuelve

Arreglos: Francisco Loyo - Arreglos de Metales: Jerry Hey & Francisco Loyo - Piano Acústico y Teclados: Francisco Loyo - Bajo: Lalo Carrillo - Batería: Victor Loyo - Guitarras: Todd Robinson & Michael Thompson - Percusión: Tom Aros - Metales: Jerry Hey/Dan Higgins/Gary Grant & Reginald Young - Coros: Natisse Jones/Carlos Murguía/Kenny O'Brien/Giselda Vatcky/Will Wheaton & Terry Wood - Editora: LM Voice Songs (BMI)/EDCOR Music Publishing/Pendiente
- Qué hacer

Arreglos: Randy Kerber - Concert Master: Bruce Dukov - Piano Eléctrico: Randy Kerber - Bajo: Nathan East - Batería: John Robinson - Guitarra: Tim Pierce - Guitarra Acústica: Ramón Stagnaro - Percusión: Tom Aros - Editora: LM Voice Songs (BMI)/EDCOR Music Publishing

### No acreditados
- Jerry Hey – trompeta y fliscorno
- Dan Higgins – Saxofón Tenor y Barítono
- Gary Grant – trompeta y fliscorno
- Reginald Young – trombón
- Sinfónica de L.A. – Orquesta de Cuerdas
- Kenny O'Brien – arreglos vocales, de coros y dirección coral